# NGC 7806
NGC 7806 est une galaxie spirale particulière située dans la constellation de Pégase. NGC 7806 a été découverte par l'astronome germano-britannique William Herschel en 1790.

## Description
Sa vitesse par rapport au fond diffus cosmologique est de 4 452 ± 24 km/s, ce qui correspond à une distance de Hubble de 65,7 ± 4,6 Mpc (∼214 millions d'al).
La classe de luminosité de NGC 7806 est II-III et elle présente une large raie HI.
NGC 7806 forme une paire de galaxies en interaction gravitationnelle avec NGC 7805. La paire figure dans l'atlas des galaxies particulières d'Halton Arp sous la cote Arp 112.
La paire NGC 7805/6 (Arp 112) s'accompagne à l'Est d'une petite galaxie naine en forme d'arc. Il n'existe à ce jour aucune mesure précise sur la distance de cette galaxie, ce qui aurait pu permettre d'affirmer, ou non, si elle interagit gravitationnellement avec la paire. Une étude publiée en 2021 sur ce cas laisse supposer que cette galaxie naine, nommée KUG 2359+311, ait bien interagit avec la paire par le passé, expliquant probablement sa morphologie assez particulière.
À ce jour, pour NGC 7806, trois mesures non basées sur le décalage vers le rouge (redshift) donnent une distance de 68,967 ± 1,677 Mpc (∼225 millions d'al), ce qui est à l'intérieur des valeurs de la distance de Hubble.

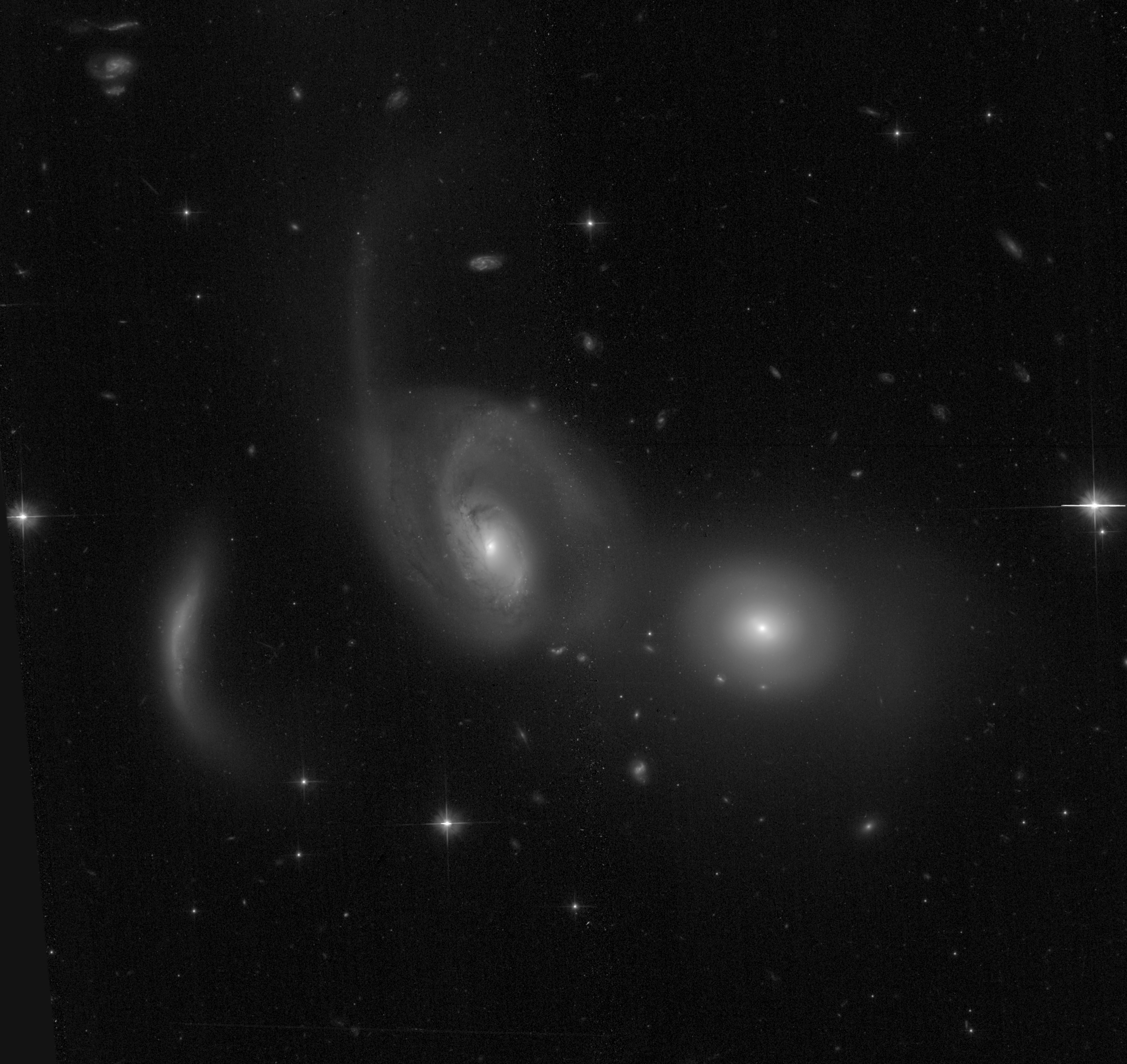
NGC 7805 et NGC 7806 (Arp 112) par le télescope spatial Hubble.

## Groupe de NGC 7831
NGC 7806 est membre du groupe de galaxies de NGC 7831. Ce groupe compte 5 galaxies du catalogue NGC, soit NGC 7805, NGC 7806, NGC 7819, NGC 7831 et NGC 7836, ainsi qu'une douzaine d'autres galaxies.